# Juan Jesus
Juan Guilherme Nunes Jesus (Belo Horizonte, 10. lipnja 1991.), poznatiji kao Juan Jesus, brazilski je nogometaš koji trenutačno igra za talijanski nogometni klub Napoli. Juan Jesus je također nastupao za brazilsku nogometnu reprezentaciju. 

## Klupska karijera

### Internacional
Juan Jesus je se pridružio nogometnoj školi Internacionala u 2007. godini. S brazilskim klubom iz Porta Alegrea je osvojio Copu Libertadores tri godine kasnije. U prosincu 2011. je Juan Jesus prešao u milanski Internazionale za 2,6 milijuna eura.

### Inter Milano
U talijanskoj prvoj ligi je Brazilac debitirao u svibnju 2012. godine u 3:1 porazu protiv S.S. Lazija. Juan Jesus je u tom dvoboju u Rimu ušao kao zamjena u zadnjim minutama utakmice za Diega Milita. U zadnjoj utakmici 2012./13. sezone je Brazilac zabio svoj prvi pogodak za Inter Milano u 2:5 porazu protiv Udinesea. Te sezone je Juan Jesus skupio 44 nastupa u svim natjecanjima, od kojih 31 u Seriji A.
U srpnju 2013. je Brazilac uzeo broj 5 nakon odlaska Dejana Stankovića. U kolovozu te iste godine je Brazilac po prvi put bio kapetan milanske momčadi u prijateljskoj utakmici protiv Real Madrida. Mjesec dana kasnije je Juan Jesus produžio svoj ugovor do 2018. godine.
U veljači 2015. godine je Juan Jesus odigrao svoju 100. utakmicu u dresu talijanskog kluba protiv Napolija u Coppi Italiji.
Za milanski klub je Juan Jesus odigrao ukupno 110 ligaških utakmica, 20 utakmica u Europskoj ligi te 12 duela u Coppa Italiji.

### A.S. Roma
Juan je tijekom ljetnog prijelaznog roka 2016. godine posuđen A.S. Romi. Zajedno s Belgijancem Thomasom Vermaelenom je Juan Jesus debitirao u play-off rundi Lige prvaka protiv F.C. Porta. Nakon posudbe je rimski klub odlučio otkupiti Brazilca od Inter Milana u lipnju 2017.

## Reprezentativna karijera
Za brazilsku nogometnu reprezentaciju je debitirao u prijateljskoj utakmici protiv Danske u svibnju 2012. godine. Juan Jesus je bio na Olimpijskim igrama član udarne postave u defanzivi u Thiaga Silva, gdje je osvojio srebrnu medalju. Juan Jesus nije isključio mogućnost da u buduće nastupa za talijansku nogometnu reprezentaciju.